# Адеодат I
Свети Адеодат I (лат. Adeodatus PP. I) е римски папа от 13 ноември 615 г. до 8 ноември 618 г.
Адеодат е първият папа, използвал за своите писма особен печат – „була“. Една от булите на Адеодат с изображение на Добрия Пастир сред овце, с буквите алфа и омега и надпис „Deusdedit Papae“ се съхранила до наши дни. Двата варианта на името, под което се споменава този папа, Адеодат и Деусдедит, в превод от латински означават едно и също – „даден от бог“, така че по всяка вероятност става дума за един и същи човек.
През август 618 г. Рим е подложен на земетресение и заболяване от проказа, по време на които Адеодат предвожда грижите за бедните и болните.